# Fritz Erler
Fritz Erler (15. prosince 1868 – 11. prosince 1940) byl německý malíř, grafik a scénograf. Nejznámější jsou jeho propagandistické plakáty, které vytvořil během první světové války.

## Mládí
Narodil se 15. prosince 1868 ve Frankensteinu. Od roku 1886 studoval u Albrechta Bräuera na umělecké škole ve Vratislavi. Navštěvoval Julianskou akademii v Paříži. V roce 1895 se přestěhoval do Mnichova a poté do Holzhausenu. Jeho první návrhy pocházejí z roku 1893. V roce 1896 byl zakládajícím členem časopisu Jugend. Na počátku 20. století namaloval také několik portrétů, především Richarda Strausse a Gerharta Hauptmanna.

## Život za války
Spolu s Arthurem Kampfem byl jedním z oficiálních vojenských malířů pro Oberste Heeresleitung. Jeho obrazy byly využity jako válečná propaganda.
V období národního socialismu byly jeho portréty Adolfa Hitlera, Franze von Eppa a Wilhelma Fricka velmi výnosné.

### Smrt
Zemřel v roce 1940 v Mnichově.